# Wolfgang Kocevar

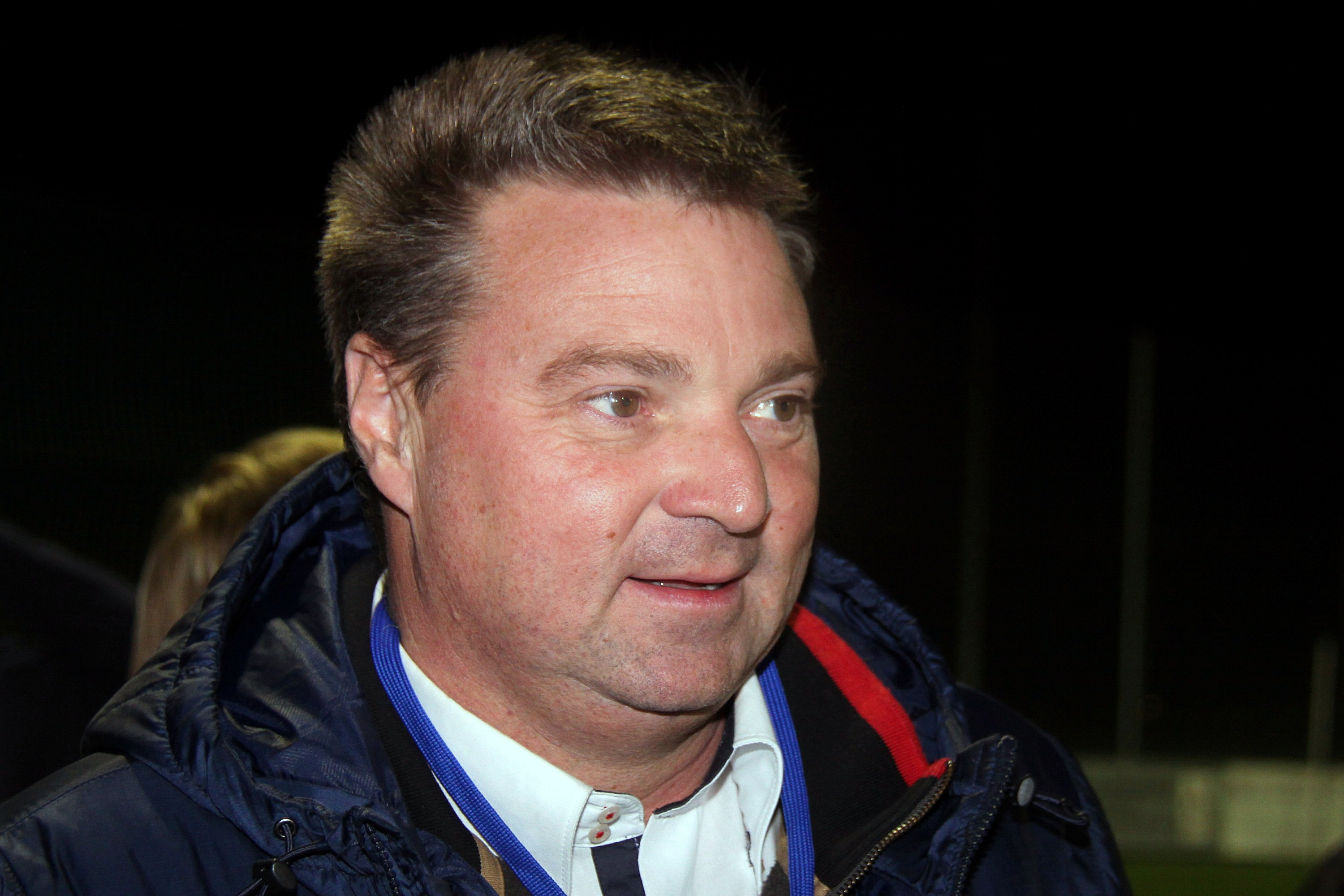
Wolfgang Kocevar (2015)

Wolfgang Kocevar (* 28. Oktober 1969 in St. Pölten) ist ein österreichischer Politiker der SPÖ und ehemaliger Manager in der Touristikbranche. Neben seiner Funktion als Landesgeschäftsführer der SPÖ Niederösterreich von 2018 bis 2023 ist er als Regionalmanager der sozialdemokratischen Bezirksorganisationen in Baden und Mödling tätig. Seit 2010 bekleidet Kocevar das Amt des Bürgermeisters der Stadtgemeinde Ebreichsdorf. Seit dem 23. März 2023 ist er Abgeordneter zum Landtag von Niederösterreich.

## Berufliche Laufbahn
Kocevar absolvierte eine Ausbildung zum Touristik-Kaufmann und war von 1985 bis 2007 in der Touristikbranche tätig. 2007 stieg Kocevar als Mitarbeiter in die Marketingabteilung der SPÖ Niederösterreich ein.
Nach der Landtagswahl in Niederösterreich 2008 übernahm er in St. Pölten die Leitung der Abteilung Marketing und Werbung in der Landesorganisation der niederösterreichischen Sozialdemokratie. 
Zwischen 2013 und 2016 fungierte Kocevar als Bezirksgeschäftsführer in Baden und war in dieser Funktion für die Betreuung und Koordination von 30 Gemeinden zuständig. 2016 wurden im Zuge einer internen Reform die Bezirksorganisationen Baden und Mödling zusammengelegt, deren Regionalmanager Kocevar seitdem ist. Dadurch stieg sein Verantwortungsbereich auf 50 Gemeinden an. Baden und Mödling bilden zusammen den Regionalwahlkreis Thermenregion, der im Norden an Wien grenzt. 
Im Sommer 2017 wurde Kocevar zum Wahlkampfleiter für die anstehende Landtagswahl in Niederösterreich im Jänner 2018 ernannt. Die SPÖ hatte bei der Wahl 2013 das historisch schlechteste Ergebnis der Geschichte erreicht. 2018 gelang hingegen eine leichte Steigerung mit 23,92 % der Stimmen und einem Plus von 2,35 %. Drei Tage nach der Wahl ernannte der Landesvorstand Kocevar einstimmig zum Landesgeschäftsführer der SPÖ Niederösterreich. In dieser Funktion leitet er eine Gruppe, die "Organisationsreform evaluieren und an der organisatorischen, strategischen und programmatischen Erneuerung der Partei arbeiten wird". 2021 wurde Klaus Seltenheim neben Kocevar zweiter, gleichberechtigter Landesgeschäftsführer. 2023 folgten den beiden Wolfgang Zwander und Günther Sidl als SPÖ-Landesgeschäftsführer nach.

## Politische Laufbahn
Kocevar begann seine politische Karriere im Jahr 2000 als Gemeinderat in Ebreichsdorf. 2009 erfolgte die Ernennung zum Stadtrat der Stadtgemeinde Ebreichsdorf. 
Bei den Gemeinderatswahlen in Niederösterreich 2010 erreichte die Ebreichsdorfer SPÖ mit Kocevar als Spitzenkandidat 34,15 % der Stimmen, gewann im Vergleich zur Gemeinderatswahl 2005 ein Mandat dazu und landete auf Platz 2. Wahlsieger wurde Die Bürgerliste, die bis zur Wahl 2010 den Bürgermeister stellte und 36,53 % der Stimmen erlangen konnte. Ein Koalition aus SPÖ, Die Grünen, FPÖ und Initiative Lebensqualität, Verkehr Stadtgemeinde Ebreichsdorf (kurz ILSE) vereinten bei der konstituierenden Gemeinderatssitzung 17 Stimmen und konnte sich gegen den Kandidaten von Die Bürgerliste durchsetzen, der trotz Unterstützung der Volkspartei mit 16 Stimmen knapp unterlag. Somit wurde zum ersten Mal nach 15 Jahren wieder ein sozialdemokratischer Bürgermeister in Ebreichsdorf gewählt.
Die Gemeinderatswahlen 2015 legte die SPÖ in Ebreichsdorf mit Kocevar als amtierenden Bürgermeister und Spitzenkandidaten deutlich zu und bekam 47 % der Stimmen. Der Stimmenzuwachs war auch ein Verdienst der Fähigkeit Kandidaten anderer Parteien abzuwerben und auf die Wahlliste der Ebreichsdorfer SPÖ zu setzen. Eine Koalition mit der Volkspartei ermöglichte seine zweite Amtszeit als Bürgermeister.
Nach der Nationalratswahl 2024 wechselte er in den Nationalrat, sein Landtagsmandat ging an Michael Bierbach.

## Privates
Wolfgang Kocevar ist verheiratet und Vater einer Tochter.

## Kritik
In die politische Kritik kam er in seiner Heimatgemeinde während der Dreikönigsaktion 2019, als er in einem Post meinte: „Heute ist Drei-Königs-Tag. Aber wahrscheinlich werden die Drei aus dem Morgenland nicht kommen können, denn Kurz hat sämtliche Routen geschlossen.“